# Zagor (bande dessinée)
Pour les articles homonymes, voir Zagor.
Zagor est un personnage d'une bande dessinée italienne éponyme conçu par Sergio Bonelli (sous le pseudonyme de Guido Nolitta) et par Gallieno Ferri.
Zagor est un justicier vivant aux États-Unis du début du XIXe siècle et qui défend la veuve et l’orphelin.
Il est accompagné de son ami mexicain Chico, trouillard mais fidèle compagnon.
Zagor a été publié en France aux Editions Lug  et Semic dans les publications au petit format Yuma et Mustang.
Depuis 2021, Les Editions Black & White éditent des albums de luxe.
2021 : Les Revenants (Scénario : Burattini - Dessins : Barison)
2023 : Darkwood Novels (Scénario : Burattini - Dessins : Freghieri - Lazzarini - Bertoloni - Pesce -Saudelli - Airaghi - Talami )